# Elamena abrolhensis
Elamena abrolhensis is een krabbensoort uit de familie van de Hymenosomatidae. De wetenschappelijke naam van de soort is voor het eerst geldig gepubliceerd in 1940 door Gordon.